# Antonio Cifra
Antonio Cifra (1584? - Loreto, 2 octobre 1629) est un compositeur italien de l'École romaine de la Renaissance et du début de l'ère baroque. Il est une des figures transitoires entre les styles musicaux Renaissance et baroque.

## Biographie
Cifra a étudié avec Giovanni Bernardino Nanino à partir du 27 juin 1594 jusqu'au 1596 à l'église de San Luigi dei Francesi à Rome ; en janvier 1597 il a été admis dans la Cappella Giulia. 
De 1605 à 1607, il était directeur de musique au séminaire romain, et de 1608 à 1609 il a tenu le même poste au Collège germanique de Rome. 
En 1609 il a été loué comme maestro di cappella à la sainte Maison de Loreto et il a tenu ce poste pour le reste de sa vie. Les liens culturels entre Loreto et Rome étaient étroits (Loreto fut, pendant trois siècles, le lieu de pèlerinage le plus fréquenté d’Occident, et la via lauretana (Rome-Loreto) son chemin principal), et il a maintenu le contact avec les compositeurs à Rome pendant cette période.
Vers la fin de sa vie, il a participé à plusieurs grands événements musicaux à Rome, y compris pour des Vêpres à la Basilique Saint-Pierre pour laquelle il a dirigé un des chœurs.

## Œuvres
Cifra était un compositeur prolifique, avec 45 publications faites sous son nom : elles incluent des psaumes, des motets, des litanies, des « Scherzi sacri », des chants, des motets à un ou plusieurs chœurs, aussi bien que de la musique profane avec des madrigaux avec ou sans accompagnement instrumental.
Stylistiquement, la musique de Cifra évolue graduellement, partant du modèle palestrinien, avec beaucoup d'utilisation de l'homophonie (comme le Concile de Trente l'avait recommandé) et peu d'élaboration polyphonique pour ne pas nuire à la compréhension du texte, jusqu'à des travaux plus progressifs dans le modèle vénitien. Il a également employé la technique de la monodie accompagnée, déjà déployée dans le nord de l'Italie, pour certains de ses madrigaux. Certains de ses madrigaux sont plus développés, annonçant la forme de la cantate, qui a commencé à émerger peu après l'époque de sa mort.
Cifra était également l'un des rares compositeurs à être influencé par le chromatisme extrême de Carlo Gesualdo. Il a réservé cette technique pour un livre de madrigaux qui semble être fait délibérément sur le modèle de Gesualdo (les Madrigali concertati libro quinto de 1621) ; il a d'ailleurs repris 18 des propres textes de Gesualdo.